# 吉列

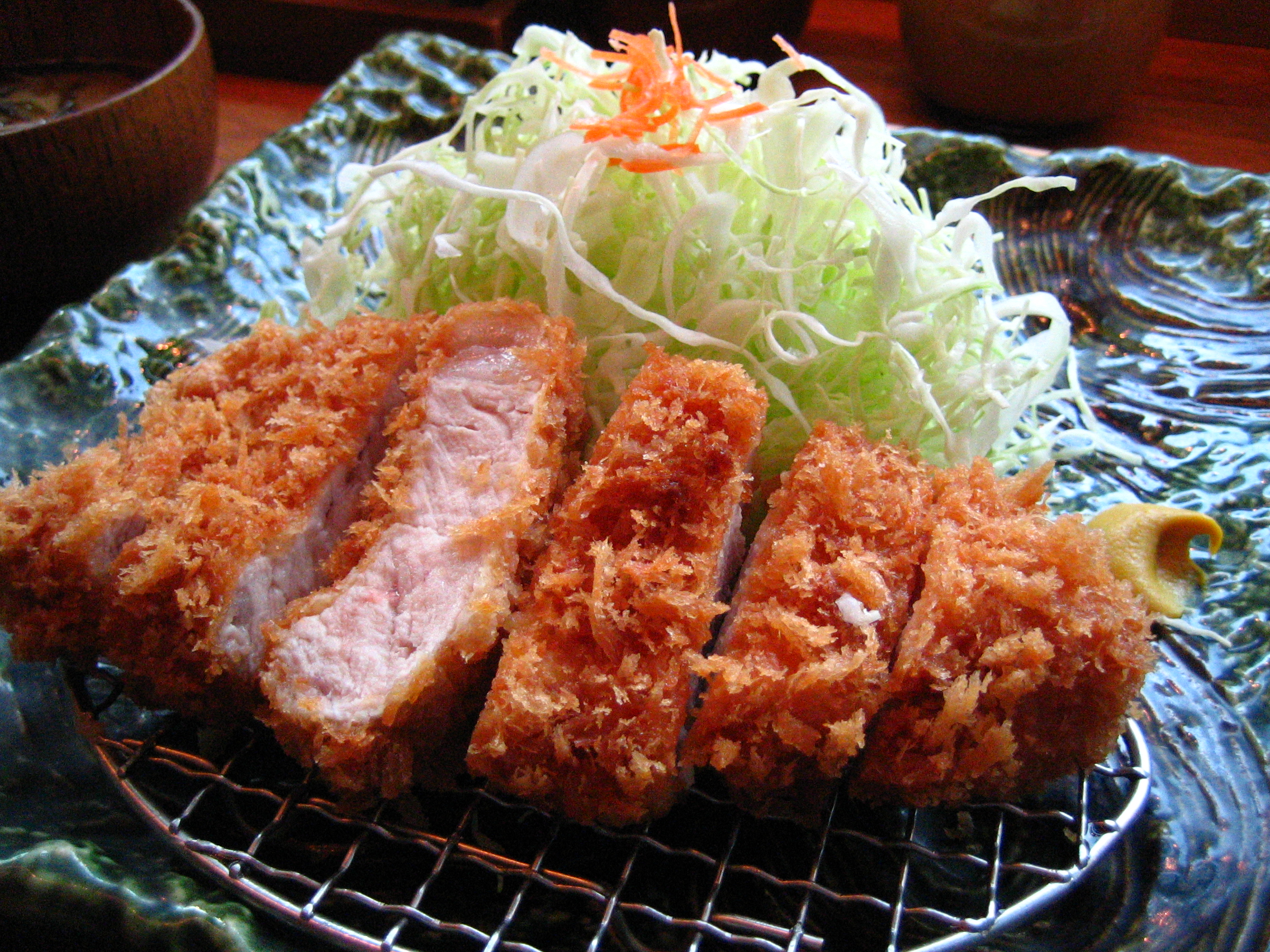
一份炸豬排

吉列（英語：cutlet，源自法文的）原本泛指肉片，現已特指經油炸過後的肉片，常見於日本料理，稱為。吉列通常是將主料先沾上麵包糠再放於熱油中，炸至外脆內嫩。吉列的主料有很多，例如豬排、雞排、魚、蝦及蠔（牡蠣）等。

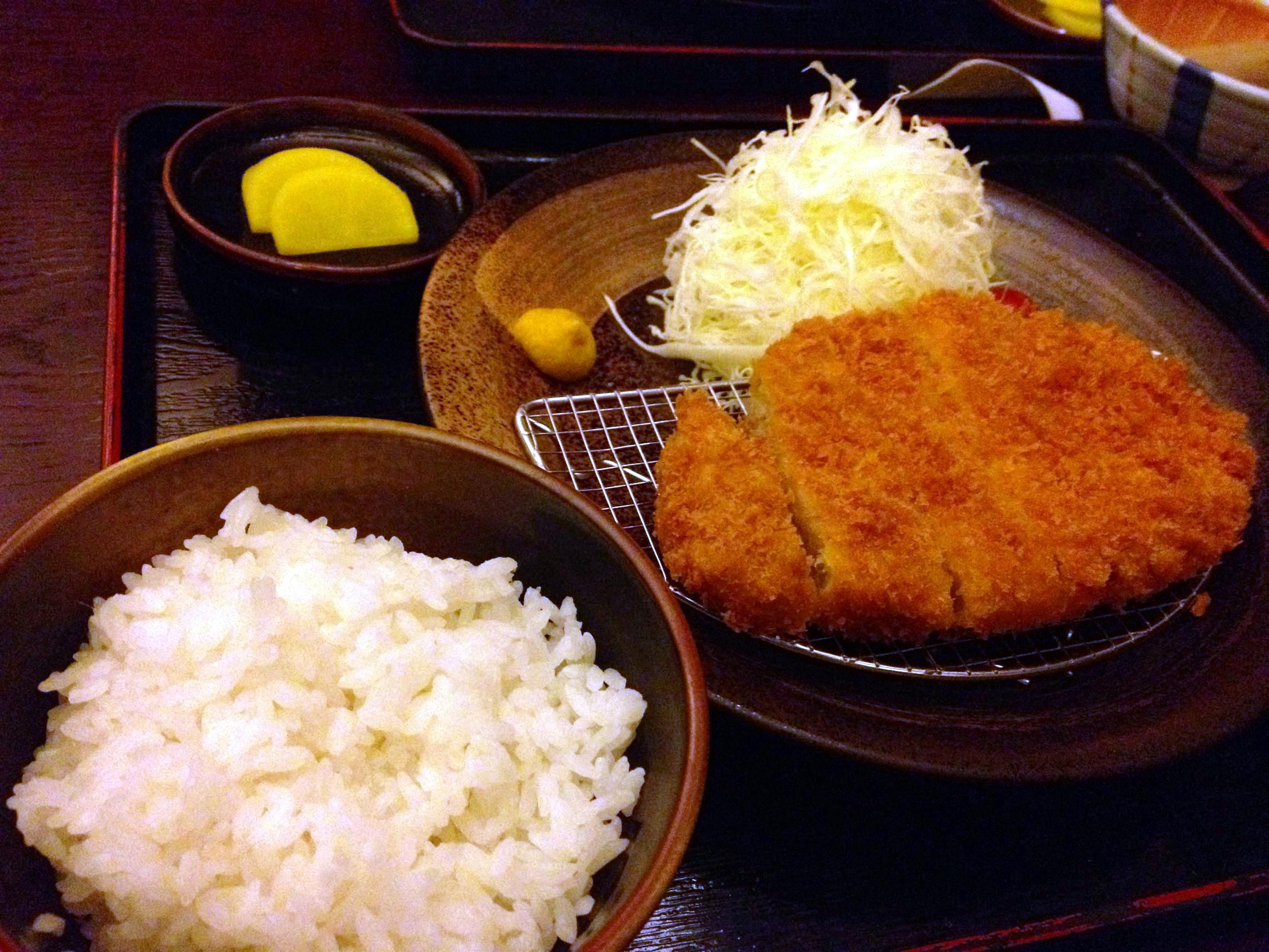
吉列豬排套餐
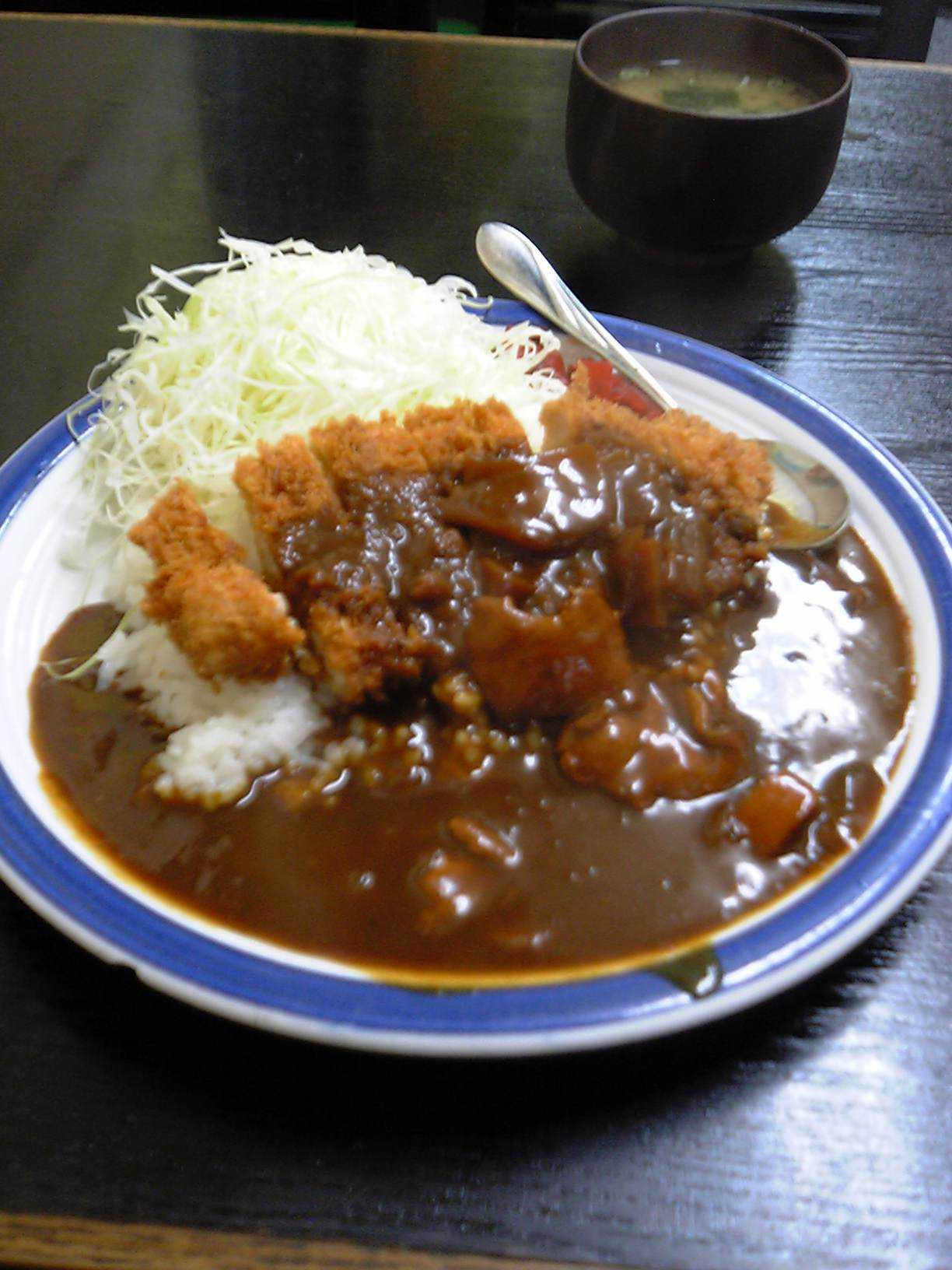
日式咖哩吉列豬排